# Diagonalizacja
Diagonalizacja – sprowadzenie macierzy kwadratowej do postaci diagonalnej, a konkretniej rozkład macierzy {\displaystyle A\in M_{k}(K)} na iloczyn macierzy {\displaystyle P,\Delta ,P^{-1}\in M_{k}(K){:}}
{\displaystyle A=P\Delta P^{-1},}
gdzie {\displaystyle \Delta } jest macierzą diagonalną.
Macierz {\displaystyle P} jest nazywana macierzą przejścia.
Współczynniki na głównej przekątnej macierzy diagonalnej {\displaystyle \Delta } są równe kolejnym wartościom własnym macierzy {\displaystyle A,} z kolei kolumny macierzy {\displaystyle P} stanowią kolejne wektory własne macierzy {\displaystyle A.}
Macierze kwadratowe, które można przedstawić w postaci diagonalnej, nazywamy diagonalizowalnymi.
Rozkład Jordana i rozkład wartości osobliwych to dwa różne uogólnienia diagonalizacji, działające dla dowolnych macierzy.

## Zastosowanie
Diagonalizacja ułatwia potęgowanie macierzy:
{\displaystyle {\begin{aligned}A^{n}&=(P\Delta P^{-1})^{n}=\overbrace {P\Delta P^{-1}P\Delta P^{-1}\ldots P\Delta P^{-1}} ^{n}\\&=P\Delta ^{n}P^{-1}=P\operatorname {diag} (\lambda _{1}^{n}\ldots \lambda _{k}^{n})P^{-1},\end{aligned}}}
gdzie:
- {\displaystyle P^{-1}P=I_{k},} gdzie {\displaystyle I_{k}} jest macierzą jednostkową stopnia {\displaystyle k,}
- {\displaystyle \lambda _{1},\dots ,\lambda _{k}} są wartościami własnymi macierzy {\displaystyle A,}
- {\displaystyle \Delta ^{n}=\operatorname {diag} (\lambda _{1}^{n}\ldots \lambda _{k}^{n})} jest macierzą diagonalną o współczynnikach będących potęgami kolejnych wartości własnych.

## Własności
Macierze symetryczne i hermitowskie są diagonalizowalne. Ogólniej, macierze normalne są diagonalizowalne unitarnie – tzn. istnieje dla nich unitarna macierz przejścia dla rozkładu diagonalnego.
W szczególności:
- jeśli {\displaystyle A} jest macierzą symetryczną, to ma rozkład diagonalny {\displaystyle A=P\Delta P^{-1},} w którym {\displaystyle P} jest pewną macierzą ortogonalną,
- jeśli {\displaystyle A} jest macierzą hermitowską, to ma rozkład diagonalny {\displaystyle A=P\Delta P^{-1},} w którym {\displaystyle P} jest pewną macierzą unitarną, a wartości własne są rzeczywiste,

Jeśli dla pewnej macierzy {\displaystyle A} mamy rozkład diagonalny
{\displaystyle A=P\Delta P^{-1},}
wówczas:
- macierze {\displaystyle A} i {\displaystyle \Delta } są podobne,
- iloczyn wszystkich wartości własnych macierzy {\displaystyle A} jest równy jej wyznacznikowi,
- jeśli {\displaystyle A} jest macierzą dodatnio określoną, wartości własne są nieujemne.

## Diagonalizacja Jacobiego
Załóżmy, że {\displaystyle (V,\xi )} jest przestrzenią ortogonalną oraz {\displaystyle (\alpha _{1},\dots ,\alpha _{n})} jest bazą {\displaystyle V} taką, że dla każdego {\displaystyle 1\leqslant k\leqslant n-1} zachodzi {\displaystyle g(\alpha _{1},\dots ,\alpha _{k})\neq 0} (wyznacznik Grama). Wtedy istnieje baza prostopadła {\displaystyle (\beta _{1},\dots ,\beta _{n})}
przestrzeni {\displaystyle V,} w której {\displaystyle \xi } ma macierz:
{\displaystyle \left[{\begin{matrix}\Delta _{1}&0&0&0&\ldots &0\\0&{\frac {\Delta _{2}}{\Delta _{1}}}&0&0&\ldots &0\\0&0&{\frac {\Delta _{3}}{\Delta _{2}}}&0&\ldots &0\\\vdots &\vdots &\vdots &\ddots &\ddots &\vdots \\0&0&0&0&{\frac {\Delta _{n-1}}{\Delta _{n-2}}}&0\\0&0&0&0&0&{\frac {\Delta _{n}}{\Delta _{n-1}}}\end{matrix}}\right],} gdzie {\displaystyle \Delta _{k}=g(\alpha _{1},\dots ,\alpha _{k})} dla {\displaystyle k\in \{1,\dots ,n\}}